# Said and Done
Albums de Boyzone
A Different Beat
(1996)
Singles
Said and Done est le premier album du boys-band irlandais Boyzone. Il fut enregistré en 1993 - 1994 grâce à PolyGram qui deviendra ensuite Universal Music. Il deviendra par la suite n°1 des charts anglais du 2 au 9 septembre 1995. Cinq morceaux de l'album sont devenus des singles : "Love Me for a Reason", "Key to My Life", "So Good", "Father and Son" et "Coming Home Now". L'album restera pendant un an et un mois dans le top 75 du Royaume-Uni.

## Liste des titres
1. "Together" – 3:41
2. "Coming Home Now" – 3:47
3. "Love Me for a Reason" – 3:39
4. "Oh Carol" – 3:35
5. "When All Is Said and Done" – 3:05
6. "So Good" – 3:04
7. "Can't Stop Me" – 3:08
8. "I'll Be There" – 3:42
9. "Key to My Life" – 3:45
10. "If You Were Mine" – 4:30
11. "Arms of Mary" – 2:48
12. "Believe in Me" – 3:46
13. "Father and Son" – 2:46